# BitCash
BitCash（ビットキャッシュ）とはビットキャッシュ株式会社が提供する、インターネットにおける電子商取引上の電子マネーによるプリペイド型電子決済サービスの名称である。

## 概要
Web上でIDを入力して認証及び決済を行う方式のサーバー型電子マネーである。
1997年6月より事業を開始。2002年に実用化した電子マネーEdyとPaSoRiの組み合わせによるWeb決済とは異なり、カードリーダーなどの機器は要しない。後年には、アスキー系のウェブマネーやKDDIなども同分野に参入している。BitCashとウェブマネーで日本のサーバー型電子マネー市場の大半を占めている。
購入すると「16文字の平仮名（ひらがな）」による固有のIDが、プラスチックカード・紙面（シート）・Web上の何らかの方法で表記されている。そのIDをコンテンツ購入時に入力することで、ビットキャッシュの課金サーバーと認証し、サーバー上で管理されている残高の範囲内で、インターネット上での電子決済を行えるものである。
日本において、クレジットカードやインターネットサービスプロバイダの収納代行とは切り口が異なるコンテンツ決済の先駆けのサービスであり、
- 事前登録を要さずに煩わしさが無い
- 利用者の匿名性が高い
- 前払い式のため使いすぎの心配が無い
- 安全性が肯定できない共用パソコン（ネットカフェなど）において、決済時に入力したクレジットカード番号やオンラインバンキングの認証番号などが、仕組まれたキーロガーを通じて悪用されるリスクを回避することが出来る。

といった利点がある。
また、当初より2バイト文字がIDであるため、正規のIDを偽造して悪用されるリスクも低いとされている。
当初は壁紙やミニゲームなどのデジタルアクセサリー、シェアウェアや音楽配信サイトなどのデジタルコンテンツサイトで使われてきたが、時代の流れによりパソコンゲームソフト、インターネットテレビ、オンラインゲーム、GREE、モバゲーといったソーシャルゲームなどブロードバンドを反映した多岐に亘るコンテンツサイトが加盟店となっている。また、livedoor デパートなど物販のインターネットショッピングや、クーポンサービスのグルーポン・ジャパンなどインターネットサービスでも決済手段として扱える。
マウントゴックスの問題で飛び火をする形で「BitCash」までもが買い控えをするケースがでているが「ビットコイン」とは関連性が無い。

## 種類
BitCashは複数の形状がある。
- カード型 - テレホンカードサイズのプラスチックカードで、目隠し部分をスクラッチするとIDが現れる。2013年現在、コンビニなどで台紙一体型のものも売られている。
- シート型 - コンビニで注文後に印刷された「購入控え」用紙にIDが印字されており、購入が確認されると有効となる。
- バーチャルBitCash - BitCashのWebサイト上で注文し、購入するとIDが発行・表示される。

コンテンツ対象年齢により、2種類設定されていたが、2015年6月1日をもって年齢区分を廃したBitCashに統合
- BitCash ST - 20歳以上対象とした成人向けコンテンツ（主にアダルト要素を含む動画配信サイト・テレホンサービスなど）以外の全ての商品購入ができる。
- BitCash EX - 成人向けコンテンツを含めた全ての商品を購入することができる。購入時に年齢確認や認証が必要である。

## 購入方法
- カード型は、後述のシート型への移行により現在ノベルティ用途の流通が中心となっている。かつては紀伊國屋・三省堂のような書店、ソフマップのような家電量販店、TSUTAYAなどといった取扱店で購入可能であった。但し、金券ショップやインターネットオークションでは偽造・変造されて、残高が無効となっているBitCashも多く出回っていることから、決済目的で入手するのは十分な注意を要する。有価証券偽造罪などの刑法による捜査も期待できない。[要出典]
- シート型は、セブン-イレブンのマルチコピー機、ローソンのLoppi・ファミリーマートのFamiポートなどのマルチメディアキオスク端末で注文を行い、レジで精算することで、IDが印字された用紙が手渡される。
  - ミニストップ・デイリーヤマザキなどでは、BitCashのWebサイト上で手続きを行い、作成された払込票を印刷して店舗で支払う事で、払込票に予め印刷されたIDが有効となる仕組みである。
- バーチャルBitCashは、BitCashのWebサイト上で注文し、クレジットカード・オンラインバンキングの即時決済などで購入するとIDが発行・表示される。
  - クレジットカードの場合は、偽造・盗難カードによる不正使用防止の観点から、本人認証サービス（3Dセキュア）のチェックが必要である。
  - ゆうちょ銀行ATMでの支払では、Web上で表記されるPay-easy収納機関番号などを同行ATMに入力し、現金かゆうちょ銀行口座からの振替で支払うことで、ATM利用明細の備考欄にIDが印字される仕組みとなっている。購入単位は、3,000 / 5,000 / 10,000 / 15,000 / 30,000 / 50,000 / 100,000円である。
  - auじぶん銀行での支払いでは、公式サイトに掲載されているQRコードを利用することで空メールを送信し、受信されたメールの内容に従って操作・入力をすることで購入、という仕組みになっている。購入単位は、3,000 / 5,000 / 10,000 / 15,000 / 30,000 / 50,000 / 100,000円である。